# Экзорцизм
Экзорци́зм (лат. exorcism, от др.-греч. ἐξορκισμός «связывание клятвой») — обычай или обряд в рамках различных религий и верований, состоящий в изгнании из человека (или места) бесов или другой вселившейся в них нечистой силы путём совершения определённого ритуала той или иной степени сложности.

## В христианстве
Согласно христианскому учению, бесы могут «вселяться» в человека, это называется «одержимость бесами» или «беснование» (калька др.-греч. δαιμονισθείς, δαιμονιζόμεν — вселение демонов). Изгнание бесов Иисусом Христом из людей описано в Евангелии, в частности, слова изгоняемого беса стали крылатой фразой «Имя мне — легион». Вселившиеся бесы влекут человека к вредному излишеству в поведении и различным психическими болезням. Выделяют бесов семи смертных грехов, ссылаясь на изгнание их Христом из Марии Магдалины. Бесов чревоугодия разделяют на гортанобесие (греч. лемаргия) и чревобесие (греч. гастримаргия). Также говорят о бесах алкоголизма и наркомании. Чтение молитв или каких-либо заклинательных текстов для исцеления называют «отчиткой».
Примечательными являются слова Евангелия: «Когда нечистый дух выйдет из человека, то ходит по безводным местам, ища покоя, и не находит; тогда говорит: возвращусь в дом мой, откуда я вышел. И, придя, находит его незанятым, выметенным и убранным; тогда идёт и берёт с собой семь других духов, злейших себя, и, войдя, живут там; и бывает для человека того последнее хуже первого» (Лк. 11:24-26). То есть если «дом» не будет заселён Духом Святым через богомыслие и богообщение, его снова могут заселить другие нечистые духи.
Экзорцизмом в Писании занимались не только Иисус Христос и Его апостолы, но также и «иудейские заклинатели», иногда неудачно.

13 Но не́которые из иудейских заклинателей, изгонявших ду́хов, те, что то́же ходили повсю́ду, принялись называ́ть над те́ми, в ком бы́ли злы́е ду́хи, имя Господа Иису́са и говори́ли: Заклинаю вас Иисусом, кото́рого проповедует Павел. 14 И делали это се́мь сыновей некоего Скевы, иудейского гла́вного свяще́нника.
— Деян. 19:13

16 И привёл я его к ученикам Твоим, и они не могли́ его исцели́ть.— Мф. 17:16
Изгнанием нечистых духов занимались и простые люди, уверовавшие во Христа:

При сем Иоанн сказал: Наставник! Видели человека, именем Твоим изгоняющего бесов, и запретили ему, потому что он не ходит с нами. Иисус сказал ему: не запрещайте, ибо кто не против вас, тот за вас.
— Лк. 9:49-50
Первые ученики Иисуса Христа, в беседе «о изгнании нечистого духа из юноши», говорили со Спасителем о ключевых факторах вопроса.

Тогда ученики, приступив к Иисусу наедине, сказали: почему мы не могли изгнать его? Иисус же сказал им: по неверию вашему; ибо истинно говорю вам: если вы будете иметь веру с горчичное зерно и скажете горе сей: «перейди отсюда туда», и она перейдёт; и ничего не будет невозможного для вас;— Мф. 17,19-20

И сказал им: идите по всему миру и проповедуйте Евангелие всей твари. Кто будет веровать и креститься — спасён будет: а кто не будет веровать — осуждён будет. Уверовавших будут сопровождать знамения: именем Моим будут изгонять бесов; будут говорить новыми языками; будут брать змей; и если что́ смертоносное выпьют, не повредит им; возложат руки на больных, и они будут здоровы. — Мк. 16,15-18

## Цитаты христианских святых и богословов, посвящённые экзорцизму
Иисус Христос: отойди от Меня, сатана, ибо написано: Господу Богу твоему поклоняйся и Ему одному служи. (Мф. 4:10)
Иисус Христос: больных исцеляйте, прокажённых очищайте, мёртвых воскрешайте, бесов изгоняйте. (Мф. 10:8)
Иисус Христос: кто не со Мной, тот против Меня; и кто не собирает со Мной, тот расточает. (Лк.11:23) (Мф.12:30)
Пророк Давид: Я преследую врагов моих и настигаю их, и не возвращаюсь, доколе не истреблю их; поражаю их, и они не могут встать, падают под ноги мои, ибо Ты (Господь) препоясал меня силой для войны и низложил под ноги мои восставших на меня.(Пс. 17:38-40)
Апостол Пётр: Трезвитесь, бодрствуйте, потому что противник ваш дьявол ходит, как рыкающий лев, ища, кого поглотить. Противостойте ему твёрдой верой. (1-е Соборное Послание Апостола Петра. Глава 5:8-9)
Апостол Павел: Облекитесь во всеоружие Божие, чтобы вам можно было стать против козней дьявольских, потому что наша брань не против крови и плоти, но против начальств, против властей, против мироправителей тьмы века сего, против духов злобы поднебесной. (Еф. 6:11-12)
Первый иерусалимский епископ Иаков: противостаньте дьяволу, и убежит от вас. (Послание Иакова. Глава 4:7)
Иустин Философ: всякий демон побеждается и покоряется чрез заклинание Именем Сына Божия, «перворождённого всей твари» (Кол. 1:15), Который родился от Девы и сделался страждущим человеком, был распят народом вашим (Иудеями) при Понтии Пилате и умер, и воскрес из мёртвых, и вознёсся на небо.
Иустин Философ: И теперь мы, верующие в распятого при Понтии Пилате Иисуса Господа нашего, заклинаем всех демонов и злых духов и держим их в нашей власти.
Антоний Великий: изгонять бесов есть благодать даровавшего Спасителя. (Афанасий Великий: «Житие преподобного Антония Великого»)
Макарий Великий: как облечённые в полное вооружение, в броню и прочие оружия, внутренне приведены уже в безопасность, и враги не нападают на них; или и нападают, но в их уже воле — употребить в дело оружия, воспротивиться врагам, вступить с ними в борьбу и одержать победу. Или, имея у себя оружие, не воевать с врагами, но веселиться вместе с ними и быть в мире: так и христиане, будучи облечены в совершенную силу и имея у себя небесное оружие, если захотят, соуслаждаются вместе с сатаной и пребывают в мире с ним, а не воюют. Потому что природа удобоизменяема, и человек, по причине остающегося у него произвола, если захочет, делается сыном Божиим, или также и сыном погибели. (Беседа 27, вопрос 11)
Василий Великий: общий наш враг создан для того, чтобы ругались над ним святые; a ныне, окружив нас, посредством ругательств, он стал господствовать над нами, чему напротив надлежало бы случиться с ним.
Иоанн Златоуст: Господь создал дьявола — ругаться над ним. И Он не пожалел для тебя этой власти. Ругайся и ты. Если хочешь — можешь связать его, как птичку
Иоанн Златоуст: дьявол не умеет сражаться открыто, но, как змей, скрывается в терниях, часто таясь в прелести богатства. Если ты посечёшь это терние, то он, тотчас придя в робость, убежит, а если ты умеешь заговорить его Божественными заклинаниями, то тотчас ранишь его. Есть у нас духовные заклинания — имя Господа нашего Иисуса Христа и сила Креста. Это заклинание не только изгоняет дракона из его логовища и ввергает в огонь, но даже исцеляет раны. (Беседы на послание к Римлянам. Беседа 8. Римл. 4:1-2)
Пимен Великий: как оруженосец царя предстоит ему всегда готовым: так душе должно быть всегда готовой противостать бесу блудному. Тем, которые имеют меч в руках своих, Бог помогает во время всей жизни. Если будем храбры: то Он сотворит с нами милость.
Нил Синайский: пребывая невозмутимым, мужайся и укрепляйся в терпении, усиленной молитвой сокрушая возжелавших сокрушить нас.  В какой мере приближаемся мы к Господу, в такой более и более свирепеют на нас демоны.
Иоанн Лествичник: пса сего, приходящего к тебе, отгоняй оружием молитвы, и сколько бы он ни продолжал бесстыдствовать, не уступай ему. (Лествица. слово 28, стих 55)
Иоанн Лествичник: будем стараться не только отражать бесов, но и нападать на них. Ибо кто только отражает их, тот иногда разбивает неприятеля, а иногда и сам бывает разбит; но воюющие наступательным образом всегда гонят врага своего. (Лествица. Слово 26, стих 138)
Симеон Новый Богослов: более счастливы и блаженны те, кто после святого крещения, …вступили в брань с врагом нашим дьяволом и в конец победили его со всеми его кознями и злоухищрениями, благодаря за эту победу бывшего с ними Христа и даровавшего им её,… Который возлагает сей добрый подвиг на всякого верующего в Него.
Димитрий Ростовский: слабейших бесов изгоняют люди силой веры, а начальствующих князей бесовских побеждают люди силой смирения.(житие Павла Препростого)
Никодим Святогорец: христиане, дьяволу нужно бояться нас. Если мы захотим — он делается малым: если мы остаёмся со своим Царём, он сжимается, и в бою ничем не превосходит малого ребёнка, только на отступивших от Царя Нашего, он сильно раздувается и рычит и скрежещет зубами. («Благонравие христиан или о том, как подобает и как неподобает поступать христианам», слово IX).
Никодим Святогорец: если христианинин, глядя на то, как его братья дерутся и получают раны в духовной войне с дьяволом, не участвует в битве за них против общего врага, но ищет только собственного спасения, то лишается и жизни и спасения. Если же встаёт и вступает в битву, то и брата своего спасает от смертного греха и самого себя. («Благонравие христиан или о том, как подобает и как неподобает поступать христианам», слово XI).
Серафим Саровский: На отгоняющих нас от Господа Бога Духа Святого врагов наших надобно так нападать, покуда и прах их возьмётся.
Иоанн Кронштатский: когда запрещаешь дьяволу Именем Господа нашего Иисуса Христа, то это самое Имя, сладчайшее для нас и грозное и горькое для бесов, само творит силы, как меч обоюдоострый. (Моя жизнь во Христе, запись 1328)
Архиепископ Вениамин: Запрещение есть заклинательная речь против нечистого духа, произносимая над бесноватыми и над оглашенными, посредством которой отгоняются от них злочестивая сила и древнейшая злоба, или насильственное нападение дьявола. Когда, таким образом, сии запрещения имеют Божественное происхождение и установлены Самим Богом: то первые отцы церкви восхотели составить их из Божественных же слов.
Кирилл Иерусалимский: «заклинания, то есть запрещения, принимай с благоговением… они Божественны, из Божественных писаний извлечены».
Епископ Николай Сербский (Велимирович): Что нам делать с Новым Заветом и с великим опытом святителей от древности и до ныне? Будем ли выдирать из Требника листы, на которых написаны молитвы святых об изгнании бесов из одержимых и другие, для защиты от бесов? Тогда мы должны просто порвать Требник вместе с большей частью Нового Завета.
В XIX веке духовник Московского Симонового монастыря игумен Марк: всякий читающий заклинательные молитвы должен быть искренно и твёрдо убеждён в полном и великом своём недостоинстве пред Богом, и, если замечает какую-либо пользу от чтения заклинательных молитв для страждущих, то должен приписывать её единственно лишь вседействующей благодати Божией, а неуспех — своему недостоинству. Он должен всемерно возращать и умножать в себе смирение, ибо его-то бесы больше всего и не любят, от него-то и бегают, как от огня. Изгоняя бесов из других, он должен заботиться о том, чтобы и его собственное имя было написано на небесах.
В Лавсаике читаем: авва Питирион «много беседовал с нами и с особенною силой рассуждал о различении духов, говоря, что некоторые бесы наблюдают за нашими страстями и часто обращают оные ко злу. Итак, чада, говорил он нам, кто хочет изгонять бесов, тот должен сперва поработить страсти: ибо какую страсть кто победит, такого беса и изгонит. Мало-помалу должно вам поработить страсти, чтобы изгнать демонов этих страстей».
Варсонофий Великий про борьбу со страстями говорил: «В отношении всякой страсти ничего нет полезнее, как призывать Имя Божие. Запрещать бесам — дело мужей великих, имеющих над ними власть. Многие ли из святых запрещали дьяволу, подобно Архангелу Михаилу, который сделал сие, потому что имел власть? Нам же, немощным, остаётся только прибегать к Имени Иисусову, ибо страсти, как сказано, суть демоны — и исходят (от призывания сего Имени)».
Иоанн Кассиан Римлянин предупреждал: «Подчас бесы творят чудеса, чтобы вознести в надменность человека, который верит, что обладает чудесным даром, чтобы подготовить его к ещё более чудесному падению. Они делают вид, что они горят и бегут из тех тел, где они пребывали, благодаря якобы святости людей, про нечистоту которых они знают».
Амвросий Оптинский говорил: «Если не хочешь нести скорби, не берись помогать одержимым бесами. Преподобный Симеон Евхаитский советует уклоняться от одержимых злыми духами».
Ефрем (Мораитис): Молитва — это огонь, попаляющий демонов и обращающий их в бегство.
Емилиан (Вафидис): многословие и чревоугодие открывают доступ к нам самым сильным демонам, которых не могут изгнать даже святые. Мы молимся Святому Духу: «Прииди и вселись в нас», но когда мы празднословим, в нас вселяется дух лукавый. Как только мы открываем рот, он тотчас входит. Разговорчивый и любящий поесть находится в большой опасности, потому что всякий, кто много говорит или много ест, хочет есть и говорить всё больше, особенно когда его слушают и обращают на него внимание. Никакие заклинания не в силах будут изгнать из него беса.
Жан-Клод Ларше: «Силой Христовой совершаются все исцеления и изгоняются все бесы. Именно к ней взывают подвижники и являют её, призывая Имя Иисусово, которое особенно действенно в брани против бесов и может, следовательно, освободить человека от безумия».

## Православие
Отчитывать — исцелять чтением Евангелий или(и) заклинательных молитв. — Даль В. И. Толковый словарь русского языка. — Т. 2. — 1865.

Никита, побивающий беса, с Деисусом и избранными святыми. Икона XV века

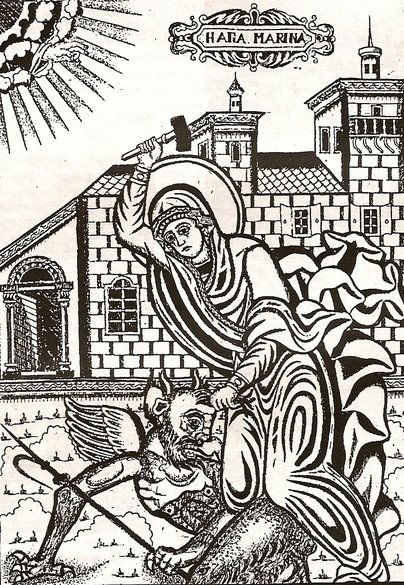
Святая Марина, молотом побивающая диавола. Греция, 1858 год

Под одержимостью в православии может пониматься:
1. беснование — аномальное состояние человека, охваченного падшими духами, находящегося под сильнейшим демоническим воздействием;
2. разновидность душевно-нравственной болезни; порабощённость страстями;
3. страстная увлечённость кем-либо, чем-либо[41].

Православная энциклопедия характеризует бесоодержимость как «состояние человека, являющееся результатом вторжения нематериальных сил зла в повседневную жизнь». При этом указывается, что «рекомендация пациенту просить опытного священника рассмотреть целесообразность „чина изгнания злых духов“, то есть „отчитки“, даётся в исключительном случае».
При этом, по сообщению агентства РИА Новости, патриарх Кирилл в одной из своих проповедей заметил, что «как ни относились бы критически к теме присутствия тёмной силы в человеческой истории многие современные люди», задача Церкви заключается в том, чтобы «напоминать им о том, что эта сила реальна и что жертвой воздействия этой силы может быть каждый, кто лишён опыта молитвы и кто сам себя отделил от Бога», и ему «приходилось нередко слышать от специалистов в области психиатрии, что они сталкиваются порой с такими психическими явлениями, которые нельзя объяснить болезнью».
Протоиерей Дионисий Свечников пишет, что «однозначного мнения в Церкви относительно отчитки нет», при этом отмечает, что «назвать отчитку единственным действенным способом избавления от одержимости никак нельзя. Причиной вселения падшего духа в человека стал грех, поэтому и лечить нужно греховность, а не её следствие — одержимость».
Архимандрит Герман (Чесноков) в проповеди, неукоснительно читаемой перед совершением «отчитки», указывал и на причину страданий человека от нечистых духов — умышленно совершаемое уклонение от исполнения заповедей Божиих, и на путь исцеления человека от влияния нечистых духов — обращение к Богу и отказ от греховной жизни.
Схиархимандрит Гавриил (ранее известный как игумен Ефрем), настоятель Кавказского скита Валаамского монастыря, не одобряет современную практику «отчитки». Отец Гавриил обращает внимание на Евангелие, по Слову которого дар изгнания бесов апостолы получили задолго до того, как получили (в Пятидесятницу) дополнительный дар Священства. «Дар изгнания бесов и дар священства не связаны друг с другом» и «Дар же изгнания Бесов — это дар благодати Святого Духа, и даётся исключительно за личное благочестие». Многие же современные священники, замечает отец Гавриил, «не достигли святости», «не имеют личной благодати на изгнание бесов, но думают, что имеют, — бесы их в этом убеждают». В частности, поэтому после «отчитки» одержимость к людям возвращается, и иногда худшей форме. А сами же отчитывающие священники «бывают страшно поруганы демонами».
Экзорцизм во времена Русского царства
Случаи изгнания бесов были известны в жизнеописании патриарха Никона и житии протопопа Аввакума.
Экзорцизм в XX веке
Многочисленные случаи изгнания духов злобы описаны например в жизнеописаниях праведного Иоанна Кронштадтского и некоторых старцев Глинской пустыни (схиархимандрит Серафим (Амелин), схиархимандрит Серафим (Романцов), схиархимандрит Андроник (Лукаш), которые причислены к лику святых).
Ранее экзорцизмом занимались:
- Архимандрит Герман (Чесноков) в Свято-Троицкой Сергиевой лавре. Умер 8 августа 2020 года[49].

Молитвы
«Молитвы над беснующимися» можно найти в современном требнике, а также в более ранних трудах (Апостольские постановления, Евхологион Серапиона Тмуитского, Синайский евхологий, Требник Петра Могилы и т. д.).

## Католицизм

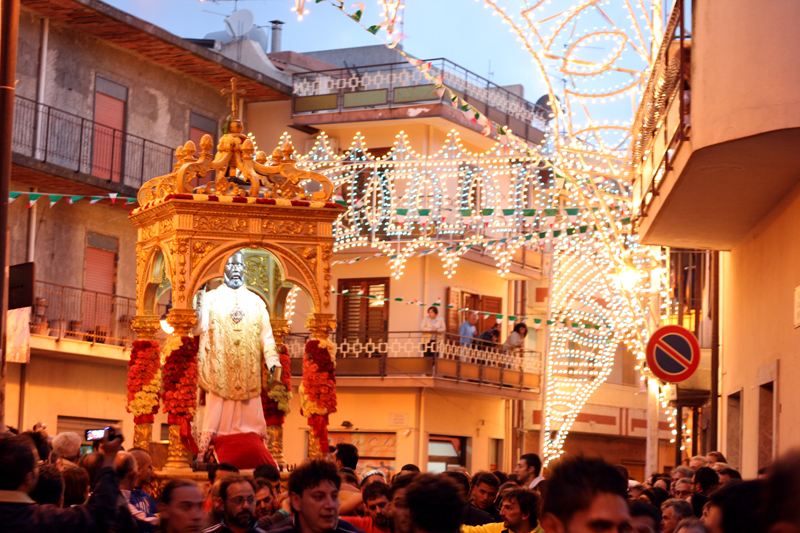
Празднование в Лимине, Сицилия в честь св. Филиппа Агирского, экзорциста, 2013 г.

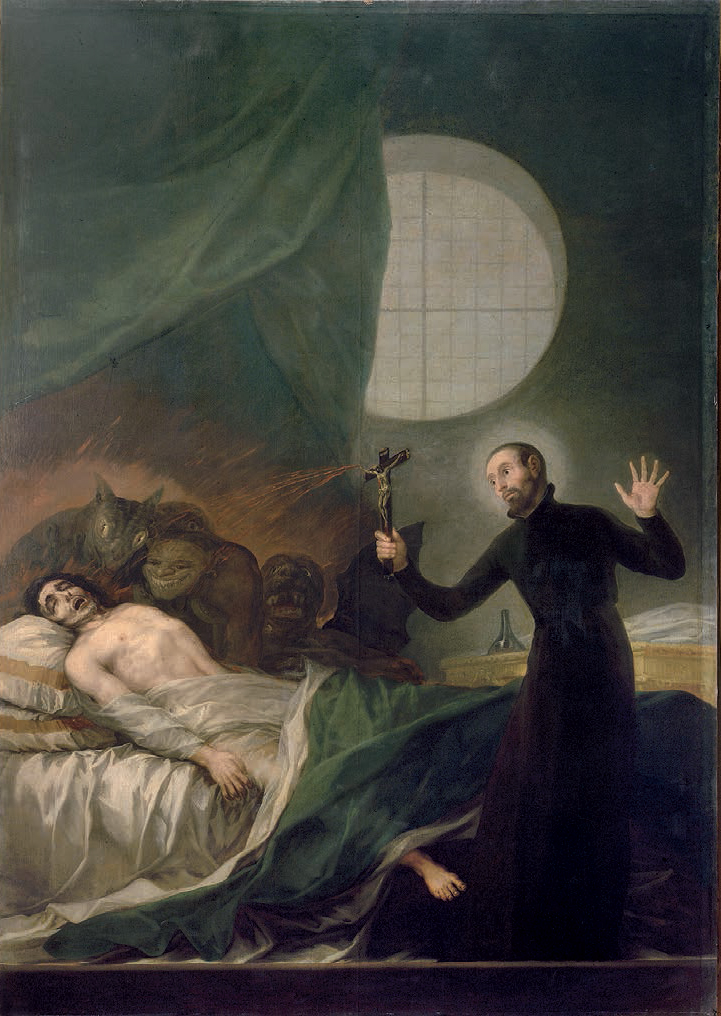
Франческо Борджиа проводит обряд экзорцизма, картина Франсиско Гойя

Обряд экзорцизма (exorcismus) упоминает Фома Аквинский в Сумме теологии (III, 71, 2). Он включал в себя дуновение (expulsionem), благословение с возложением рук (manus impositione), возложением в рот соли (Sal), помазание елеем носа и ушей, сопровождаемое плевком (sputo). Формула экзорцизма, которую использует Фома, следующая: «Maledicte Diabole, exi ab eo!» (проклятый Диавол, изыди). Этот обряд, описанный в Ritual romanum в 1614 г. и все ещё признаваемый в качестве официальной процедуры, был нацелен на дьявола или «злого духа», предположительно поселившегося в теле одержимого. Одержимость бесами нередко упоминается в Новом завете. Четыре успешных случая заклинания бесов были продемонстрированы Христом. Т. Остеррейх в классической книге «Одержимость и экзорцизм» (Possession and exorcism) утверждает, что объяснения, основанные на идее одержимости бесами, были распространены во многих странах мира в различные времена на всем протяжении истории. Признаки одержимости бесами могут включать такие проявления, как отвратительное зловоние, плотно сжатые губы, неспособность молиться, странное содержимое рвотной массы, вращение глазами, демонстрацию сил, выходящих за пределы физических возможностей человека, выкрикивание непристойностей, изменения личности, пророчествования, конвульсии и употребление или понимание чужого языка. Подавляющее большинство среди признанных одержимыми составляли женщины. В период раннего христианства умение заклинать бесов считалось особым даром. Позднее, в середине III века, церковь ввела официальную должность экзорциста (заклинателя). Экзорцистом обычно было духовное лицо низшего ранга.
Экзорцизм состоял из двух частей: сначала экзорцист укреплял себя молитвами; затем бес — часто упоминаемый экзорцистом — подвергался оскорбительным нападкам, и ему приказывалось покинуть тело одержимого. Считалось, что выздоровление наступает с обретением человеком своего прежнего состояния, свойственного ему до одержимости.
Современная римско-католическая вера проводит различие между большим и малым экзорцизмом, в зависимости от степени демонстрируемой одержимости. Краткий экзорцистский обряд часто включается в обряд крещения римско-католической церкви.
В настоящее время католическая церковь готовит экзорцистов в университете Pontifical Athenaeum Regina Apostolorum.
По мнению католического священника Франческо Бамонте, президента Международной ассоциации экзорцистов, интерес к изгнанию дьявола в последнее время явно возрос. Однако, как заявил экзорцист, количество настоящих случаев одержимости «довольно ограничено по сравнению с количеством обращений к священникам за помощью». Среди обращающихся к духовенству много тех, кто просто потеряли веру или перепутали медицинские проблемы с духовными.

## Протестантизм
Реформатские церкви и церкви радикальной Реформации отбросили учение об экзорцизме. Под влиянием рационализма учение об одержимости бесами не было популярно ни в лютеранстве, ни в англиканской церкви.
Возвращение экзорцизма в протестантские церкви было связано с буквальным пониманием текстов Священного Писания и с миссионерской деятельностью среди нехристианских народов. Широкое распространение практика изгнания демонов получила в пятидесятническом движении, возникшем в начале XX века. Ссылаясь на Мк. 16:17, где Иисус говорит о признаках служения будущих христиан (будут говорить на иных языках, будут изгонять бесов), пятидесятники взяли экзорцизм в качестве оружия «духовной войны». При этом большинство пятидесятников не верит в то, что истинный верующий может быть одержим бесами.
В последние десятилетия протестантская практика экзорцизма была тщательно систематизирована и пересмотрена с использованием научных сведений в областях психологии, неврологии и др. Особого внимания заслуживает учение Боба Ларсона, который связал успех экзорцизма с эмоциональным (душевным) исцелением и разрушением проклятий. Современные экзорцисты используют методы психотерапии, так как считается, что злые духи отождествляются с неисцеленными участками души, в которых зафиксировались пережитые страдания.

## Ислам
Экзорцизм также известен в исламе под названием «изгнание джинна»; обряд весьма схож с христианским. В зависимости от вида джина читаются вслух различные молитвы.

## Иудаизм
В иудаизме существует традиция изгнания диббука. Диббук — душа преступника или нечестивца, которая не может покинуть Землю и вынуждена вселяться в другого человека. Изгнание диббука проводится цаддиком (праведником), в присутствии миньяна (10 совершеннолетних евреев-мужчин). Изгнание сопровождается трублением в шофар, как в Йом-Кипур (Судный день), и чтением заупокойных молитв. История диббука является сюжетом многих классических произведений в еврейской литературе (С. Ан-ский «Диббук», И. Башевис-Зингер «Сатана из Горая», «Корона из перьев» и др.).

## Даосизм
В «Даосском каноне», в трактате с названием «Комментарии к [Книге-основе] о золотых затворах и струящихся жемчужинах [по традиции] Предельного сокровенного» описан метод экзорцизма под названием «ритуал вызова [демонов] на допрос». Метод с таким названием особенно часто применялся в даосской школе «Сердца Небес» для исцеления людей от болезней, вызванных овладевшими этими людьми демонами. «Ритуал вызова [демонов] на допрос» состоял из четырёх этапов: 1. Вызов демона на ритуальную арену. 2. Допрос, для выяснения личного и родового имени вселившегося демона. 3. Заключение демона в тюрьму на время проведения допроса. 4. Составление «красной петиции» с просьбой к духам-солдатам казнить демона.

## Вмедицине
В современной психиатрии «беснование» понимается как симптом психического заболевания, а успешные действия экзорциста — как проявление гипноза или выявление симуляции.
В современной медицине термин «одержимость демонами» не является диагнозом МКБ-10 или DSM-5, хотя в МКБ-10 есть описание расстройства «F44.3 Транс и одержимость», для которого характерна временная потеря личностной идентичности и полная неосознанность окружающего. В адаптации классификатора для России имеется уточнение — «некоторые поступки больного управляются другой личностью, духом, божеством или „силой“». Часто у тех, кого называли «одержимыми», наблюдались типичные симптомы таких неврологических и психических заболеваний, как истерическое расстройство личности, маниакальный синдром, психоз, синдром Туретта, эпилепсия, шизофрения или раздвоение личности. Бешенство в древности также принимали за одержимость бесами, а по результатам двух исследований, охватывающих суммарно 326 случаев раздвоения личности, в 29 % случаев «альтер эго» опрошенных заявляет, что считает себя «демоном».
Видимость того, что экзорцизм «излечил» кого-либо из людей с симптомами одержимости, некоторые учёные связывают с эффектом плацебо, внушением и самовнушением. В некоторых случаях якобы одержимые персоны страдали нарциссизмом или низкой самооценкой и действовали как «одержимые демоном», чтобы привлечь к себе внимание.

### В психиатрии конца XIX — начала XX века
В психиатрии XIX века существовало понятие «демонопатия» — то же, что «демономания» и «какодемономания», и означало особую форму мономании, при которой больной одержим идеями вселения в него одного или нескольких демонов.
Российский и советский психиатр Н. В. Краинский в одно время заинтересовался таким «явлением русской народной жизни», как кликушество и бесноватость. Изучению психических, психологических и физиологических основ поведения тех, кого называли кликушами и бесоодержимыми, он посвятил несколько монографий, где сделал ряд выводов относительно природы этих явлений и описал их особенности, характерные проявления в России того времени. В предисловии к работе Краинского «Порча, кликуши и бесноватые, как явления русской народной жизни» 1900 года Владимир Бехтерев замечает, что на особенности проявления этих психических заболеваний влияют народные суеверия и религиозные верования народа — отсюда своеобразный характер бредовых идей о порче, о вселении нечистой силы, боязнь всего, что народом признаётся святым, припадки в церкви, при молитвах, при упоминании имени того, кого они обвиняют в порче, и т. д.

«В виду только что сказанного, нельзя не согласиться с тем, что кликушество и порча в значительной мере обязаны своим происхождением бытовой стороне жизни русского народа. Очевидно, что своеобразные суеверия и религиозные верования народа дают психическую окраску того болезненного состояния, которое известно под названием порчи, кликушества и бесноватости».
— В. Бехтерев
В том же труде он описывал проведённый им вместе с ассистентами опыт, в котором, как он писал, кликуша безошибочно отличала святую воду от простой: «Каждый раз, когда ей подносили стакан со святой водой, она впадала в припадок, часто прежде, чем попробует её на вкус. Вода была свежая, крещенских (исследование было произведено в средине января). Наливались обе пробы в одинаковые стаканы в другой комнате, и я подносил ей уже готовые пробы. После того как много раз повторённые опыты дали тот же положительный результат, я смешал обе пробы воды вместе, простую и святую, и влил их поровну в оба стакана. Тогда кликуша стала реагировать на обе пробы припадками». Однако его эксперимент проводился не по методу двойного слепого тестирования, повсеместно теперь используемому в случаях, когда экспериментатор может осознанно или неосознанно повлиять на результат — метод был изобретён только в 1907 году.
Далее в той же работе им описывается ещё один подобный опыт, со смазыванием лба пациентки святым маслом, но там Краинский сомневается в добросовестности ассистента, помогавшего ему в проведении опыта.

### Прочие мнения
Архиепископ Лука, доктор богословия, доктор медицинских наук,  а также хирург и анестезиолог, посвятивший ряд трудов попыткам обоснования единства науки и религии, писал:
Ну, что же, были бесноватые только в древние времена? Нет бесноватых и в наше время? Очень много есть их и сейчас. Есть много видов душевных болезней, о которых никто не может сказать, что это одержимость бесовская, но тем не менее, причины многих душевных болезней неизвестны ученейшим психиатрам. Не знаем мы и причины буйного помешательства, но несомненно, что в числе буйнопомешанных есть известная доля подлинно бесноватых. Ибо что такое бесноватый? Это человек, одержимый духами злобы.

## Экзорцизм вкино,литературе

### Фильмы
- 2022 — Изгоняющий дьявола (документальный фильм, режиссер Дмитрий Кабанов)(видео)
- 2022 — Студия 666 (Studio 666) ( Премьера 25.02.2022)
- 2021 — Чёрная месса (El exorcismo de Carmen Farias )(Премьера в мире 05.05.2021, премьера в России 25.11.2021)
- 2021 — Заклятие 3: По воле дьявола
- 2020 — Последний экзорцист (The Last Exorcist)
- 2019 — Час дьявола (The Cleansing Hour)
- 2019 — Божественная ярость
- 2018 — Кадавр
- 2018 — Проклятие монахини
- 2018 — Гоголь. Вий.
- 2017 — Убежище дьявола
- 2016 — Демон внутри
- 2016 — Монах и бес
- 2016 — Заклятие 2
- 2015 — Экзорцизм Молли Хартли[англ.]
- 2015 — Черные священники[англ.]
- 2015 — Ватиканские записи
- 2014 — Избави нас от лукавого
- 2014 — Одержимость Майкла Кинга
- 2013 — Заклятие
- 2013 — Последнее изгнание дьявола: Второе пришествие
- 2012 — Шкатулка проклятия
- 2012 — За холмами
- 2012 — Одержимая
- 2011 — Время ведьм
- 2011 — Обряд
- 2010 — Последнее изгнание дьявола
- 2009 — Затащи меня в ад
- 2009 — Нерождённый
- 2008 — Зеркала
- 2007 — Паранормальное явление
- 2006 — Остров
- 2006 — Реквием
- 2006 — Экзорцизм
- 2005 — Константин: Повелитель тьмы
- 2005 — Шесть демонов Эмили Роуз
- 1999 — Стигматы
- 1995 — День Зверя
- 1990 — Я купил мотоцикл-вампир
- 1973 — Изгоняющий дьявола
- 1967 — Вий

### Сериалы
- 30 сребреников 30 Coins (Spanish: 30 Monedas) (2020 - )
- ЗЛО (2019 - )
- Правда о деле Гарри Квеберта (The Truth About the Harry Quebert Affair (miniseries)(en)), 2018
- Леденящие душу приключения Сабрины (сезон 1, серия 6), 2018
- Сверхъестественное, 2005—2020
- Кровавая барыня, 2018
- Чернобыль. Зона отчуждения (2 сезон), 2017
- Изгоняющий дьявола, 2016
- Константин, 2014
- Салем, 2014
- Страшные сказки, 2014
- Бриклберри (сезон 2, серия 13), 2013
- Американская история ужасов, 2012
- Гравити Фолз (сезон 2, серия 10), 2012
- Тайный Круг (сезон 1, серия 5), 2012
- Следствие по телу (сезон 3, серия 5), 2011
- Риццоли и Айлс (сезон 1, серия 3), 2010
- Явления[англ.] (мини-сериал), 2008
- Мыслить как преступник (сезон 4, серия 17), 2005
- Без следа (сезон 5, серия 7), 2002
- C.S.I.: Место преступления (сезон 8, серия 3), 2000
- Гриффины (сезон 5, серия 15), 1999
- Секретные материалы (сезон 2, серия 21), 1993
- Доктор Хаус

### Манга,аниме,мультсериалы
- D.Gray-man — манга (2004 — н. в.), аниме (2006—2008)
- Blue Exorcist — манга (2009 — н. в.), аниме (2011—2012)
- Ga-Rei — манга (2005—2010)
- Крестовый поход Хроно — манга (1999—2004), аниме (2003—2004)
- Natsume’s Book of Friends — манга (2005 — н. в.), аниме (2008—2012)
- Shounen Onmyouji — лайт-новеллы (2001 — н. в.), манга (2006 — н. в.), аниме (2006—2007)
- Ghost Hunt — лайт-новел (1989—1992, 1994), манга (1998 — н. в.), аниме (2006—2007)
- Ah My Buddha — манга (2004—2009), аниме (2005—2006)
- Mononoke — манга (2007—2008), аниме (2007)
- Tactics — манга (2001 — н. в.), аниме (2004—2005)
- Nurarihyon no Mago — манга (2008—2012), аниме (2010—2011)
- Гетто, 2 сезон, 4 серия (2007)

### В литературе
У писателя Павла Корнева есть серия книг под названием «Экзорцист» («Проклятый Металл» и «Жнец»).